# Сабонис, Викторас
Викторас Сабонис (лит. Viktoras Sabonis; 25 декабря 1941, деревня Абромишкес, Тракайский район — 28 августа 2008, Вильнюс) — литовский шашечный композитор. Национальный гроссмейстер Литвы по шашечной композиции (2002). Чемпион Литвы по шашечной композиции (1985, 1987, 1996, 1998, 2004) и вице-чемпион (1981, 1994) (все в разделе этюды-100). Победитель международного соревнования Lietuva-1995 (1995, Литва) и серебряный призер в конкурсе журнала «Шашечный мир» 1998—1999 (1999, Россия). Занял 5 место в Кубке мира по шашечной композиции (2000), в чемпионате СССР.

## Биография
Чемпионаты Литвы
Участник 8 чемпионатов Литвы (1981, 1985, 1987, 1994, 1996, 1998, 2004, 2006), только в разделе этюды-100.
1 место: 1985, 1987, 1996, 1998, 2004
2 место: 1981, 1994